# Kostyczi
Kostyczi (ukr. Костичі) – wieś na Ukrainie, w obwodzie mikołajowskim, w rejonie basztańskim. W 2001 liczyła 923 mieszkańców, spośród których 510 posługiwało się językiem ukraińskim, 46 rosyjskim, 19 mołdawskim, 1 bułgarskim, a 347 innym.